# Polly Toynbee

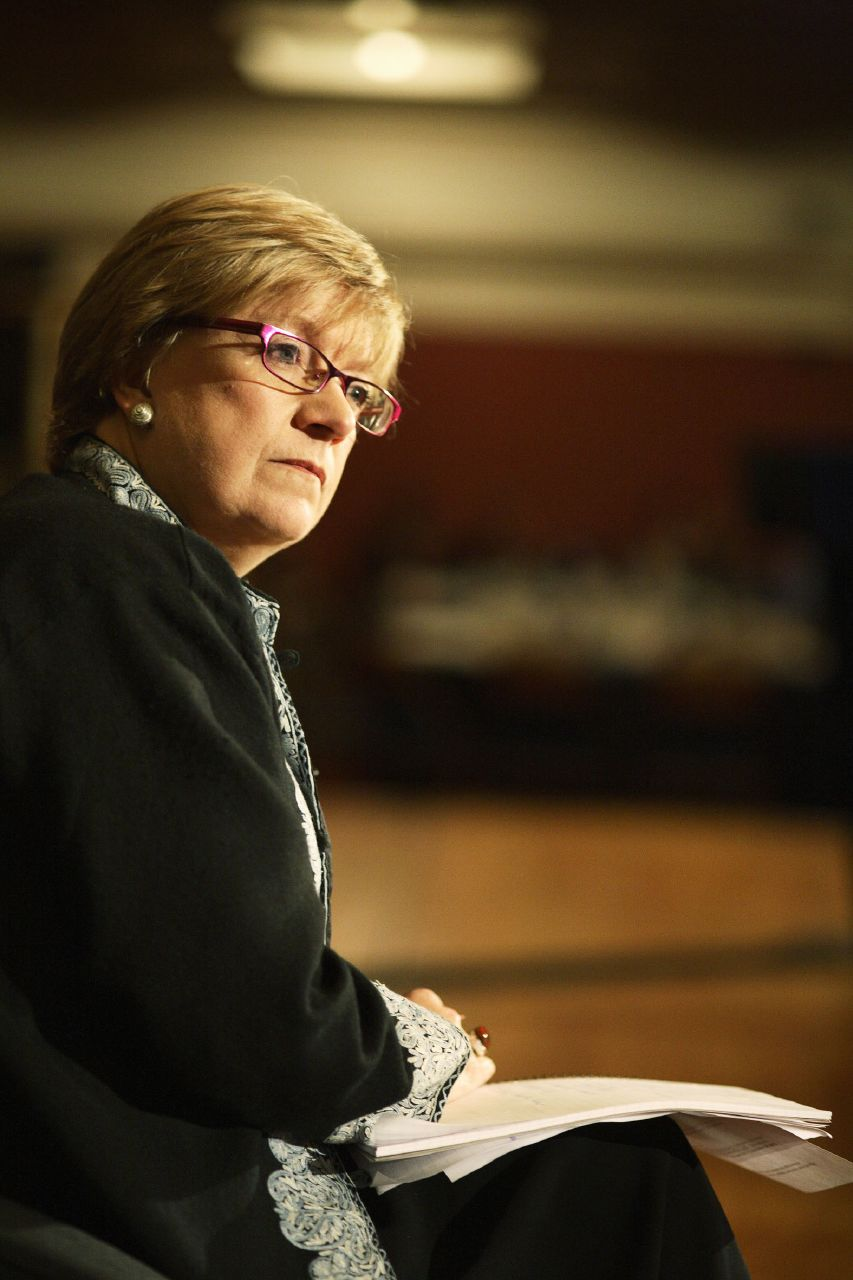
Polly Toynbee (2006)

Polly Toynbee (eig. Mary Louisa T.; * 27. Dezember 1946 auf der Isle of Wight) ist eine britische Journalistin und Bürgerrechtlerin. Seit Juli 2007 ist sie Präsidentin der British Humanist Association.

## Leben
Toynbee ist die Tochter des Literaturkritikers Philip Toynbee und Enkelin des Historikers Arnold J. Toynbee. Auch ist sie mit dem Wirtschaftshistoriker Arnold Toynbee verwandt. Sie arbeitete langjährig für The Guardian als Kolumnistin sowie für die BBC. Sie arbeitete zudem für weitere namhafte Medien. Sie gilt als sozialdemokratisch und ist politisch engagiert. Toynbee ist eine engagierte Vertreterin des Atheismus und steht der National Secular Society und der Humanist Society of Scotland nahe. Sie kritisiert Christentum, Islam und Judentum gleichermaßen wegen deren „Abscheu“ gegenüber Frauenrechten. Kritisch äußerte sie sich auch zur buddhistisch geprägten Soka Gakkai und deren Präsident Daisaku Ikeda. Außerdem ist sie eine Kritikerin der britischen Monarchie. Sie war mit Peter Jenkins verheiratet und ist derzeit mit David Walker liiert. Ihr wurde am 22. November 2007 in der Kathedrale von Canterbury von der University of Kent ein akademischer Grad als eine Auszeichnung für ihre Verdienste verliehen. Die Verleihung fand im Rahmen der allgemeinen Graduation-Zeremonie statt.

## Werk (Auswahl)
- Hard Work: Life in Low-pay Britain (2003), ISBN 0-7475-6415-9
- Lost Children: Story of Adopted Children Searching for Their Mothers (1985), ISBN 0-09-160440-0
- Way We Live Now (1981), ISBN 0-413-49090-4
- Hospital (1977), ISBN 0-09-131390-2.
- A Working Life (1971), ISBN 0-340-14760-1
- Leftovers (1969), ISBN 0-586-02643-6